# Lwowiany
Lwowiany  (auch Osadę Lwowską, deutsch Schlegenberg) ist eine Ortschaft in Oberschlesien. Der Ort liegt in der Gmina Głubczyce im Powiat Głubczycki in der Woiwodschaft Oppeln in Polen.

## Geographie

### Geographische Lage
Das Straßendorf Lwowiany liegt fünf Kilometer nordwestlich der Kreisstadt und des Gemeindesitzes Głubczyce (Leobschütz) sowie 60 Kilometer südwestlich der Woiwodschaftshauptstadt Opole (Oppeln). Der Ort liegt in der Nizina Śląska (Schlesische Tiefebene) innerhalb der Płaskowyż Głubczycki (Leobschützer Lößhügelland). Durch das Dorf fließt die Stradunia (Straduna), ein linker Zufluss der Oder. Westlich des Dorfes liegt ein weitläufiges Waldgebiet, der Leobschützer Stadtforst.

### Ortsteile
Ortsteil von Lwowiany ist der Weiler Głubczyce-Las Marysieńka (Leobschützer Stadtforst).

### Nachbarorte
Nachbarorte von Lwowiany sind im Osten Głubczyce-Sady sowie im Westen Głubczyce-Las Marysieńka.

## Geschichte
Der Ort Schlegenberg bestand bereits im 13. Jahrhundert. Im 13. Jahrhundert erwarb die Stadt Leobschütz den Ort.
Nach dem Ersten Schlesischen Krieg 1742 fiel Schlegenberg mit dem größten Teil Schlesiens an Preußen.
Nach der Neuorganisation der Provinz Schlesien gehörte die Landgemeinde Schlegenberg ab 1816 zum Landkreis Leobschütz im Regierungsbezirk Oppeln. 1845 bestanden im Dorf ein Gut und 44 Häuser. Im gleichen Jahr lebten in Schlegenberg 2016 Menschen, davon 7 evangelisch. 1861 zählte Schlegenberg 201 Einwohner sowie 11 Gärtner- und 21 Häuslerstellen. Die katholische Schule zählte im gleichen Jahr 186 Schüler. 1874 wurde der Amtsbezirk Sabschütz gegründet, welcher die Landgemeinden Kittelwitz, Königsdorf, Sabschütz und Schlegenberg und die Gutsbezirken Kaltenhausen und Schlegenberg umfasste.
Bei der Volksabstimmung in Oberschlesien am 20. März 1921 stimmten in Schlegenberg 166 Personen für einen Verbleib bei Deutschland und 0 für Polen. Schlegenberg verblieb wie der gesamte Stimmkreis Leobschütz beim Deutschen Reich. Am 30. September 1928 wurde Schlegenberg in die Stadt Leobschütz eingemeindet. Bis 1945 gehörte der Ort, als Ortsteil der Stadt Leobschütz, zum Landkreis Leobschütz.
1945 kam der bisher deutsche Ort unter polnische Verwaltung, wurde zunächst in Osadę Lwowską umbenannt und der Woiwodschaft Schlesien angeschlossen. Nach 1947 erfolgte die Umbenennung in Lwowiany. 1950 wurde Lwowiany der Woiwodschaft Oppeln zugeteilt. 1999 wurde es Teil des wiedergegründeten Powiat Głubczycki.

## Sehenswürdigkeiten
- Das Gutshaus Schlegenberg (poln. Dwór w Lwowianach) wurde im 18. Jahrhundert in Stil des Barocks erbaut. Das Gutshaus steht seit 1964 unter Denkmalschutz.[8]